# Thomasorganist
Als Thomasorganisten werden die Hauptkirchenmusiker (Organisten) der evangelisch-lutherischen Thomaskirche in Leipzig bezeichnet; das Amt hat eine lange Geschichte. Wiewohl sich unter den Thomasorganisten herausragende Musiker befinden, stehen die Organisten in der öffentlichen Wahrnehmung hinter den Thomaskantoren und dem Thomanerchor zurück.
Der Bachforscher Martin Petzoldt befasste sich als Erster näher mit dem Leben und Wirken der Thomasorganisten. Sechs der Funktionsträger waren den Akten nach früher oder später auch Thomaskantoren: Georg Rhau, Johann Schelle, Johann Kuhnau, Wilhelm Rust, Karl Straube und Günther Ramin.
Eine enge personelle Bindung besteht seit dem 19. Jahrhundert zu den Orgelklassen bzw. zum Kirchenmusikalischen Institut der heutigen Leipziger Musikhochschule. Das Wirken des Thomasorganisten ist seit dem 20. Jahrhundert durch eine rege Konzerttätigkeit im In- und Ausland gekennzeichnet.
Aktueller Thomasorganist ist seit 2022 Johannes Lang.

## Geschichte

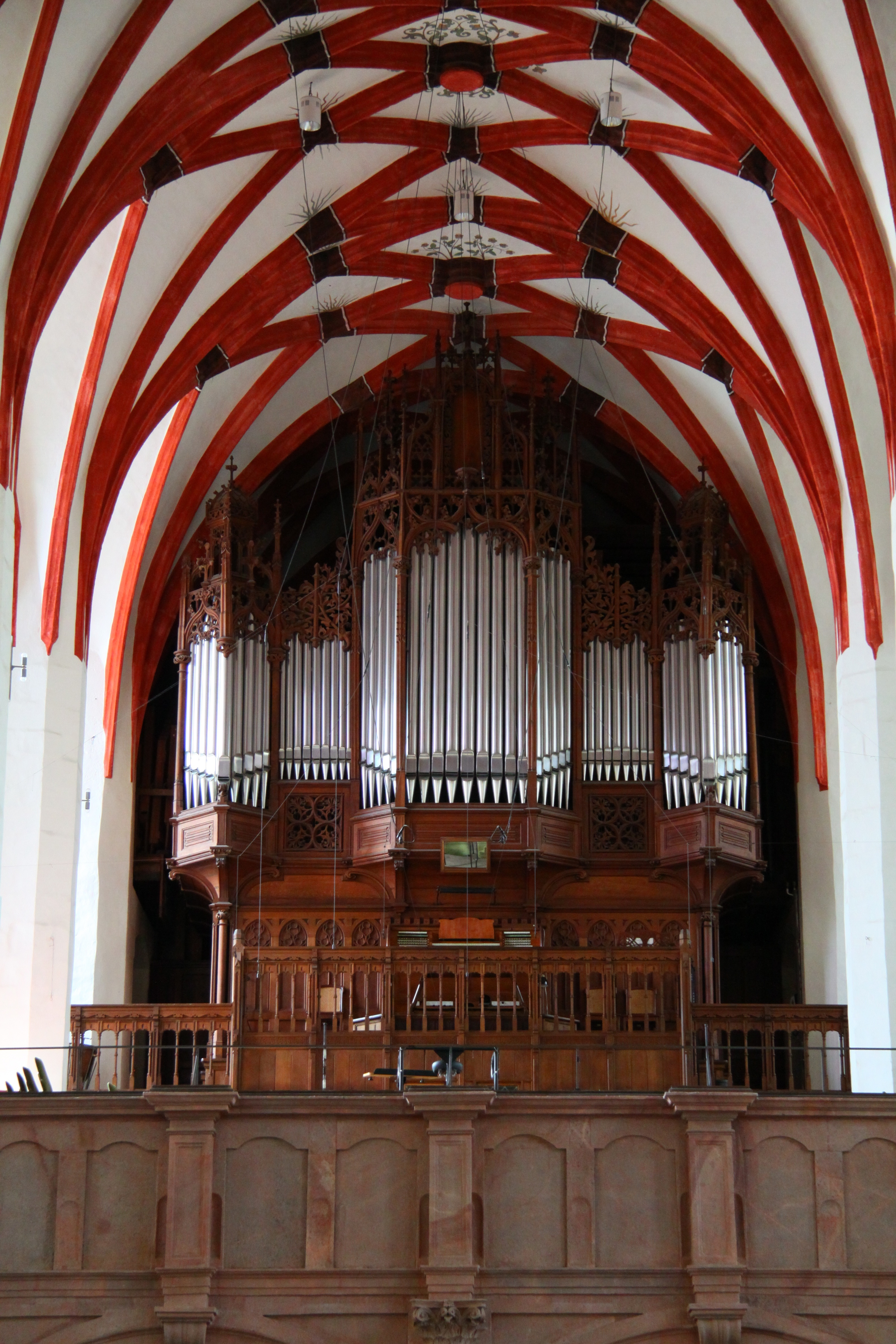
Sauer-Orgel in der Thomaskirche als eine Wirkstätte des Thomasorganisten zu Leipzig

Als erster Thomasorganist wird Georg Rhau geführt (1528), wobei unklar ist, warum. Von einigen Organisten sind die Lebensdaten, von Franz gar der vollständige Name, unbekannt. Sowohl Georg Rhau, als auch Wolfgang Otto identifizierten sich nachweislich mit der Reformation. 1539 erhielt der Organist nachreformatorische Thomaskantoren als Kollegen.
Ab Mitte des 16. Jahrhunderts wohnte der amtierende Thomasorganist mietfrei in einem Haus der Stadt Leipzig am Barfüßer-Kirchhof. Mit Georg Engelmann d. Ä. und Georg Engelmann d. J. waren das erste Mal nacheinander Vater und Sohn Thomasorganisten, was durch das Nichterscheinen (Caspar Schwartze, 1633) resp. die Absage (Gottfried Scheidt, 1634) zweier Kandidaten möglich wurde. Nach den Verzichten der Kandidaten Albert Schop und Johannes Bertner wurde 1663 Gerhard Preisensin Thomasorganist. Bei der Berufung von Jacob Weckmann war im Bewerbungsprozess auch der Thomaskantoren-Sohn Johann Samuel Schein im Rennen, der allerdings unterlag. Der Italiener Vincenzo Albrici konvertierte extra für die Organistenstelle zum Luthertum, rekonvertierte nach seiner Flucht aus Leipzig allerdings wieder zum Katholizismus. Zu Bachs Zeiten waren Christian Gräbner und Johann Gottlieb Görner Thomasorganisten. Letzterem folgte sein Sohn Carl Friedrich Görner.
Zwischen dem 1843 gegründeten Leipziger Konservatorium (Musikhochschule) und den Organisten der Thomaskirche entstand eine enge Beziehung. So war beispielsweise Christian August Pohlenz designierter Gesangslehrer, und der Orgellehrer Wilhelm Rust war der erste Thomasorganist, der dem Kollegium angehörte. Karl Piutti wurde 1901 die Leitung der Organistenschule anvertraut. Thomasorganist Karl Straube bekam 1908 den Titel eines Professors verliehen. Auch Günther Ramin und Hans Heintze dozierten am Konservatorium. Nach den Brüchen in der DDR ist der aktuelle Thomasorganist (Ullrich Böhme) heute wieder Dozent, nämlich Honorarprofessor für Künstlerisches Orgelspiel am Kirchenmusikalischen Institut.
Karl Straube, einst als „Organistenmacher“ bezeichnet, setzte sich 1902 gegen Bewerber wie Gustav Wohlgemuth, Bernhard Pfannstiehl, Hans Hiller, Ernst Müller und Max Birn durch. Ab Anfang des 20. Jahrhunderts wurde der Thomasorganist zunehmend in auswärtige Konzerttätigkeiten eingebunden. Eine gleichzeitige Besetzung der Ämter von Thomaskantor und Thomasorganist, wie es Ramin vorschwebte, ließ sich aber nicht verwirklichen. Ramin konzertierte während seiner Amtszeit u. a. in Skandinavien, in der Sowjetunion, in den USA, in Österreich, in Ungarn, in der Schweiz, in England und in Frankreich. Karl Richter, nur kurzzeitig im Amt, nahm am Internationalen Bachfest 1950 teil, unternahm mit dem Thomanerchor und dem Thomaskantor Konzertreisen in die Bundesrepublik Deutschland und in die Schweiz und beteiligte sich an Rundfunkaufnahmen in der Thomaskirche. Für seine Darbietung auf der Orgel anlässlich der Bach-Feierlichkeiten erhielt er den Nationalpreis der DDR III. Klasse für Kunst und Literatur.

## Wahl-Prozedere
Anfang des 19. Jahrhunderts sah die Wahl zum Thomasorganisten noch folgendermaßen aus:
- Wahl durch den Stadtrat von Leipzig
- Ablegen des Examens durch Präsentation im Konsistorium
- Unterschreiben der Visitationsartikel
- Konsistorium konfirmiert Kandidaten
- Einweisung in das Amt durch Stadtrat

Nach einer Verwaltungsreform musste fortan die Königlich-Sächsische Kreisdirektion zustimmen und vor dem Leipziger Superintendenten ein Amtseid abgelegt werden, der bei Geißler (1843) wie folgt lautete:

„Ich, Carl Friedrich August Geißler, schwöre hiermit zu Gott, daß ich unter genauer Beobachtung der Gesetze des Landes und der Landesverfaßung die mit übertragene Function als Organist nach meinem besten Gewissen und Wissen verwalten und mich allenthalben den Anordnungen meiner Vorgesetzten gemäs bezeigen will; So wahr mir Gott helfe durch Jesum Christum, seinem Sohn, unserem Herrn [4.7.1843].“

Bei der Wahl Richters 1949 wurde das Kollaturrecht der Stadt nicht mehr angewandt. Die letzten freien Stellen für das Thomasorganistenamt wurden im Unterschied zu den Vorjahren öffentlich ausgeschrieben.

## Thomasorganisten

### Amtsträger
Die folgende Liste (nach Petzoldt) gibt einen chronologischen Überblick über die Thomasorganisten:
- 1528: Georg Rhau
- 1528: Franz
- 1534–1535: Nickel Weller
- 1536–1547: Wolfgang Otto
- 1556–1560: Bastian Lütze
- 1561–1595: Elias Nikolaus Ammerbach*
- 1595–1625: Andreas Düben
- 1625–1632: Georg Engelmann d. Ä.
- 1634–1659: Georg Engelmann d. J.
- 1663–1672: Gerhard Preisensin**
- 1672–1680: Jacob Weckmann
- 1681–1682: Vincenzo Albrici
- 1682–1683: Johannes Keimel / Johann Schelle***
- 1682–1684: Heinrich Gottfried Kühnel
- 1684–1701: Johann Kuhnau
- 1701–1729: Christian Gräbner
- 1729–1778: Johann Gottlieb Görner
- 1778–1802: Carl Friedrich Görner****
- 1802–1811: Johann Georg Hermann Voigt
- 1811–1812: Christian Traugott Fleischmann
- 1813–1821: Friedrich Schneider
- 1821–1843: August Pohlenz
- 1843–1869: Carl Friedrich August Geissler
- 1869–1878: Louis Papier
- 1878–1880: Wilhelm Rust
- 1880–1902: Karl Piutti
- 1903–1918: Karl Straube
- 1919–1939: Günther Ramin
- 1940–1949: Hans Heintze
- 1949–1950: Karl Richter
- 1953–1984: Hannes Kästner
- 1986–2021: Ullrich Böhme
- 2022– : Johannes Lang

* Ammerbach wurde während seiner Erkrankungen durch Simon Zenker (1573) und Konrad Berlich (1575) vertreten.
** Preisensin war ab 1658 Substitut
*** Keimel und Schelle übten das Amt alternierend aus.
**** Görner war ab 1768 Substitut.

### Weitere Personen
Georg Engelmann d. J., später selbst Thomasorganist, spielte um 1633 „probeweise bzw. vertretungsweise“ Orgel. Papiers Vertreter an der Orgel der Thomaskirche in der zweiten Hälfte des 19. Jahrhunderts war Franz Preitz.
Günther Ramin, später selbst Thomasorganist, vertrat Straube während seines Studiums in den 1910er Jahren. Von 1917 bis 1919 wurde der Vertreter Ramin dann wiederum durch den Finnen Páll Ísólfsson vertreten. Assistenten Ramins waren u. a. Helmut Walcha (1927–1929), Hans Heintze (1930–1932) und Herbert Collum (1932–1935). Heintze wurde während des Kriegsdienstes und der Kriegsgefangenschaft durch Eberhard Bonitz (1941), Eduard Büchsel (1941/1942), Beate Schmidt (1942/1943), Günter Metz (1942, 1943/1944), Christian Göttsching (1944), Christa Wildeis  (1944–1949) und Ekkehard Tietze (1948/1949) vertreten.
Ab 1949 bzw. von 1951 bis 1953 war Hannes Kästner, später selbst Thomasorganist, Vertreter auf der zuletzt unbesetzten Stelle. Von 1955 bis 1964 war Jutta Grimm ständige Vertretungsorganistin Kästners. Ihre Nachfolgerin war von 1964 bis 2003 die Kantorin und (zweite) Organistin Almuth Reuther. Von 2003 bis 2009 waren Johannes Unger und von 2009 bis 2015 Daniel Beilschmidt Assistenzorganist Böhmes. Überdies assistiert seit 2009 Stefan Kießling.

## Galerie

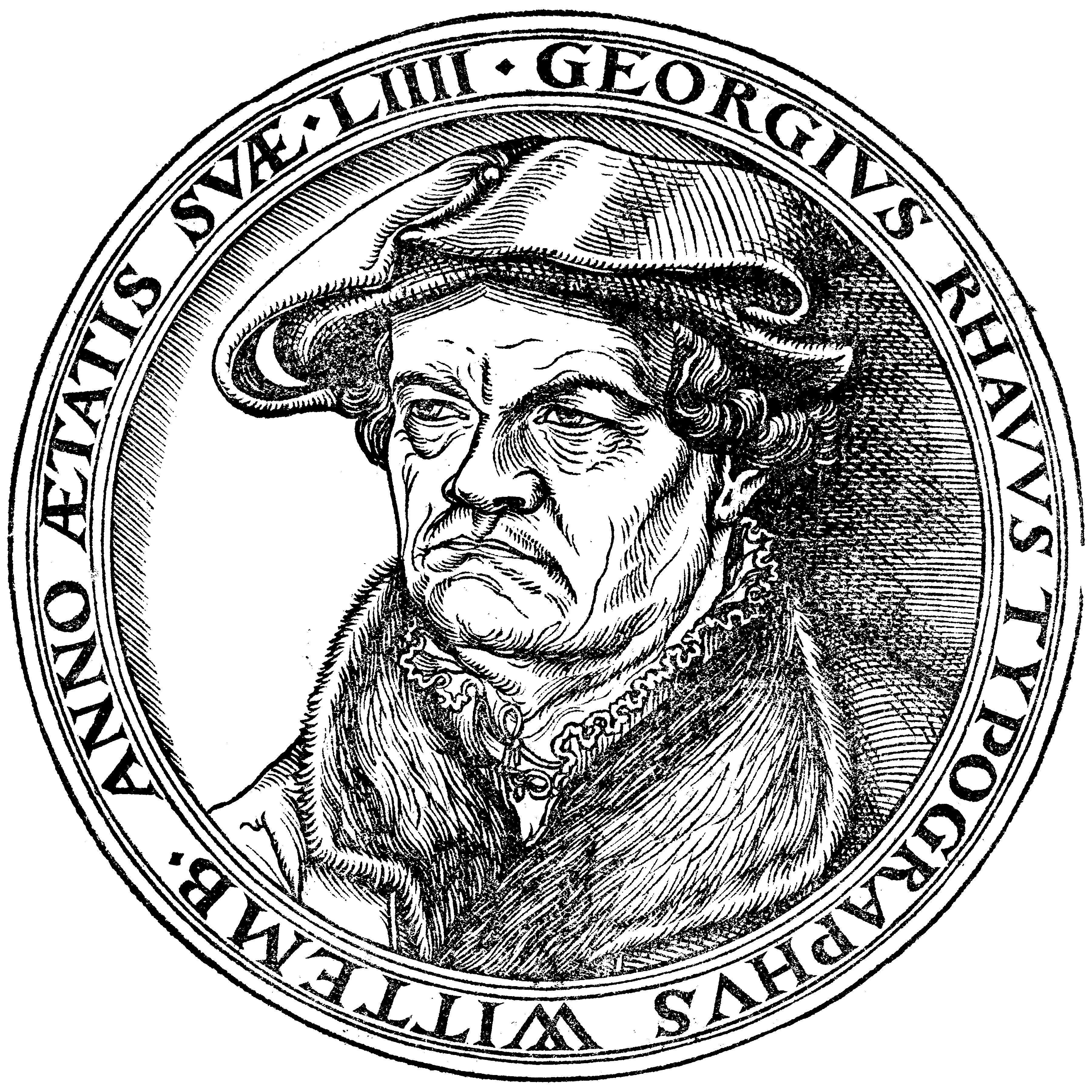
Georg Rhau
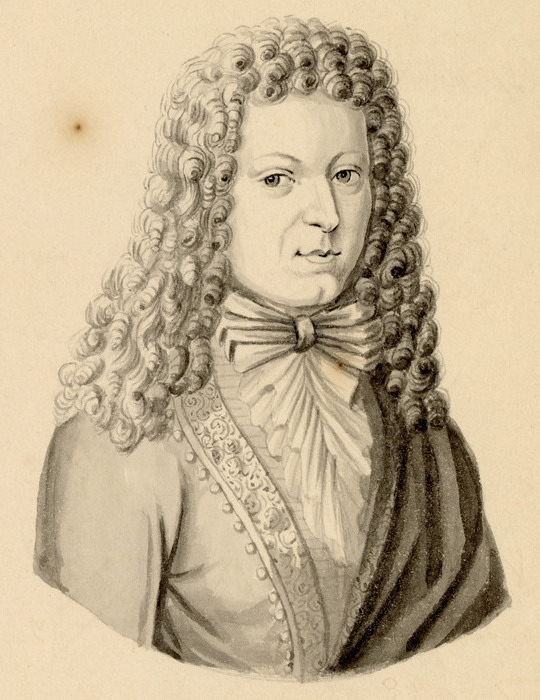
Johann Kuhnau
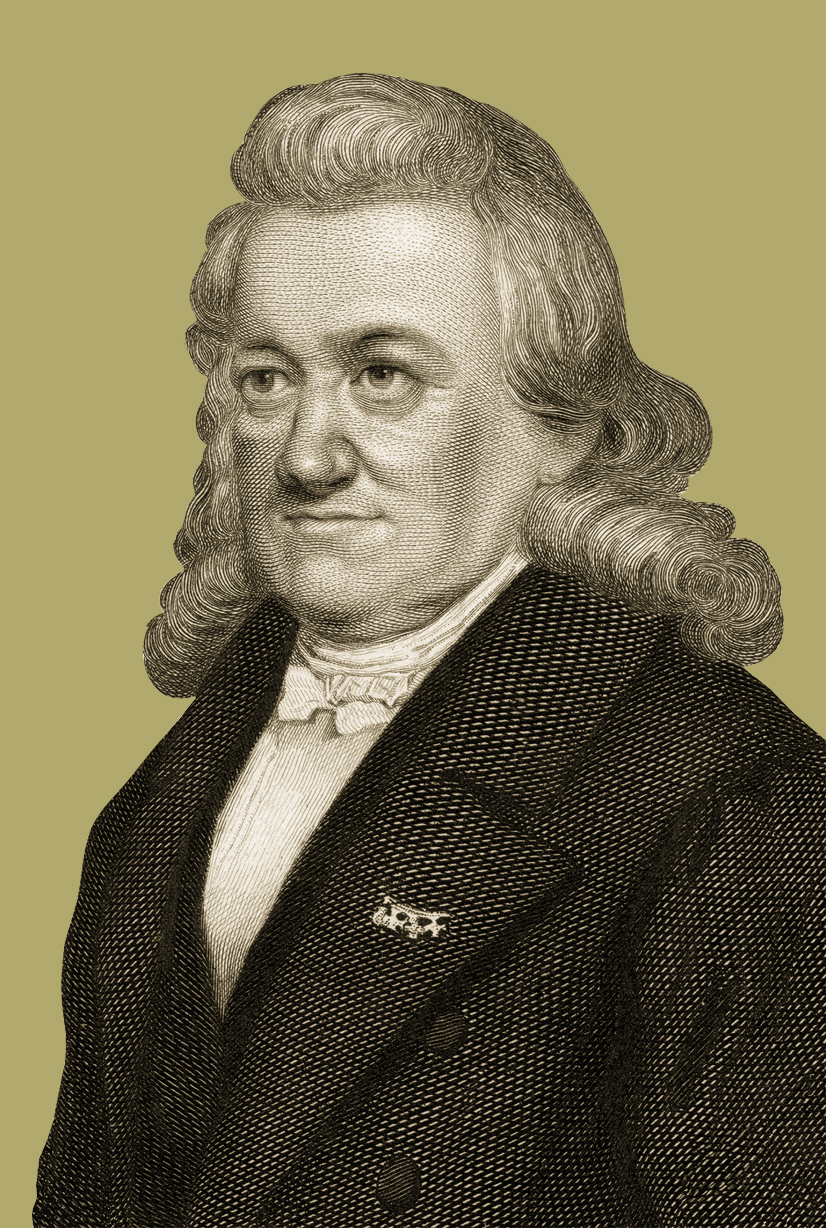
Friedrich Schneider
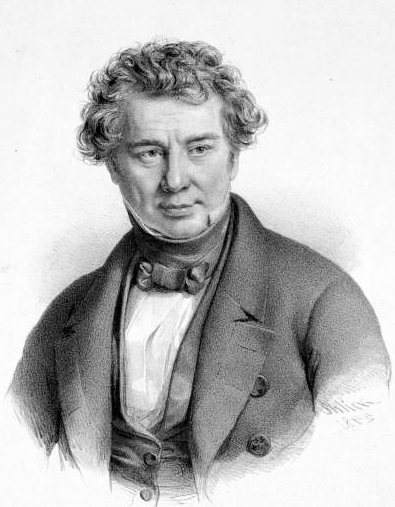
Christian August Pohlenz
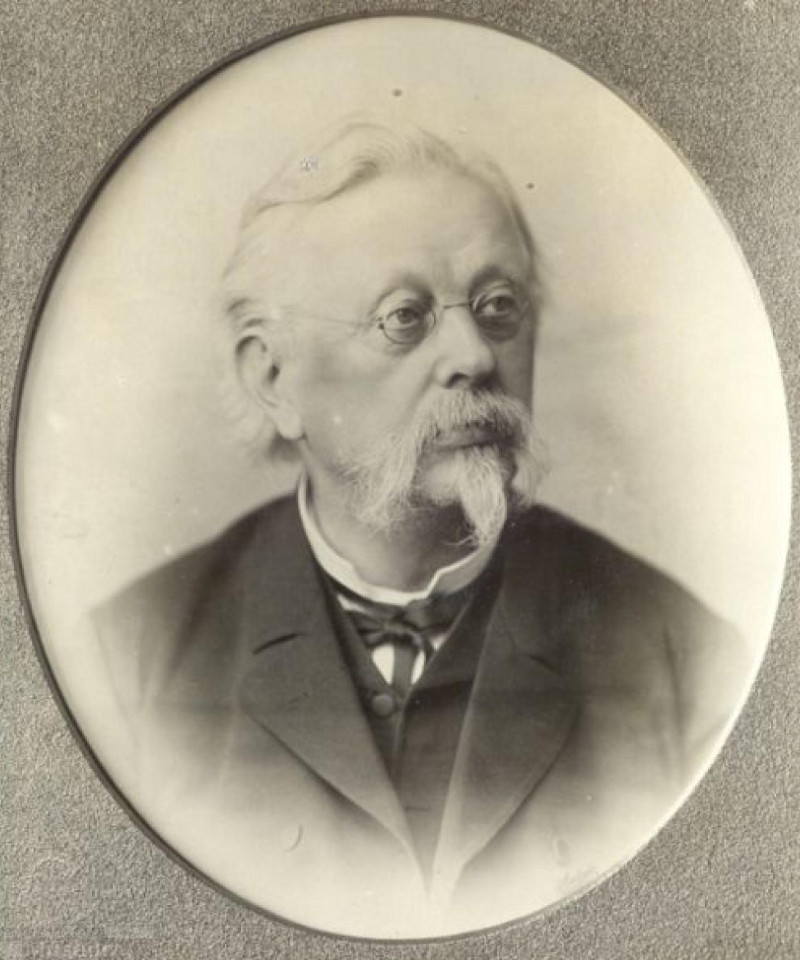
Wilhelm Rust
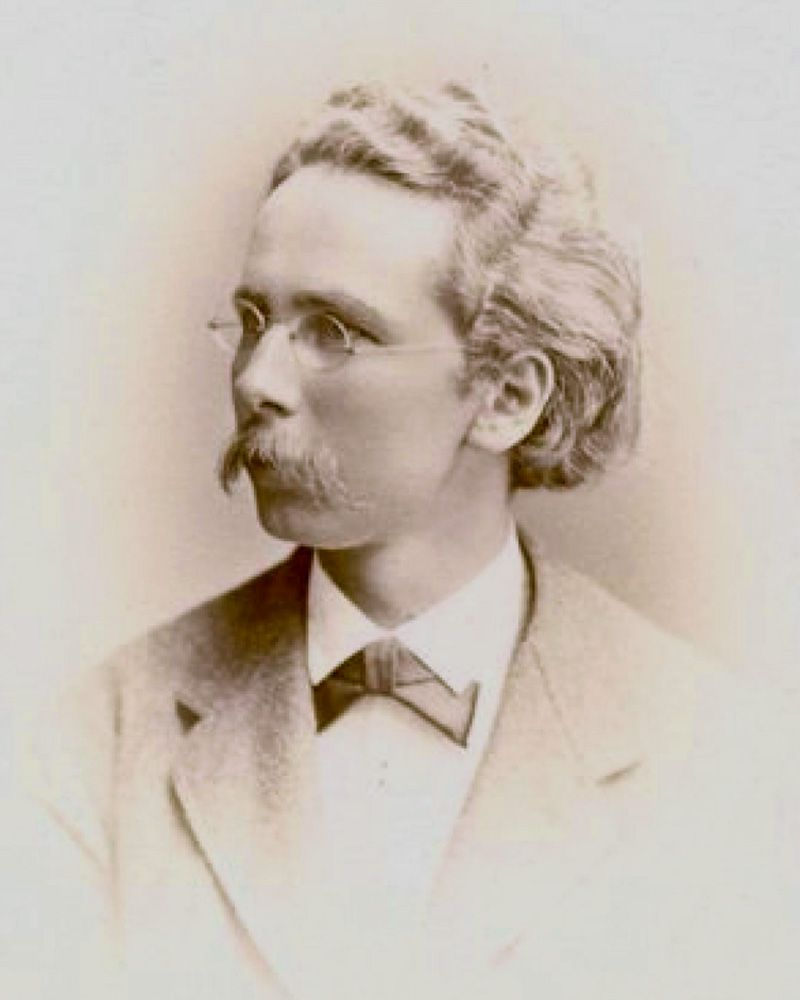
Karl Piutti
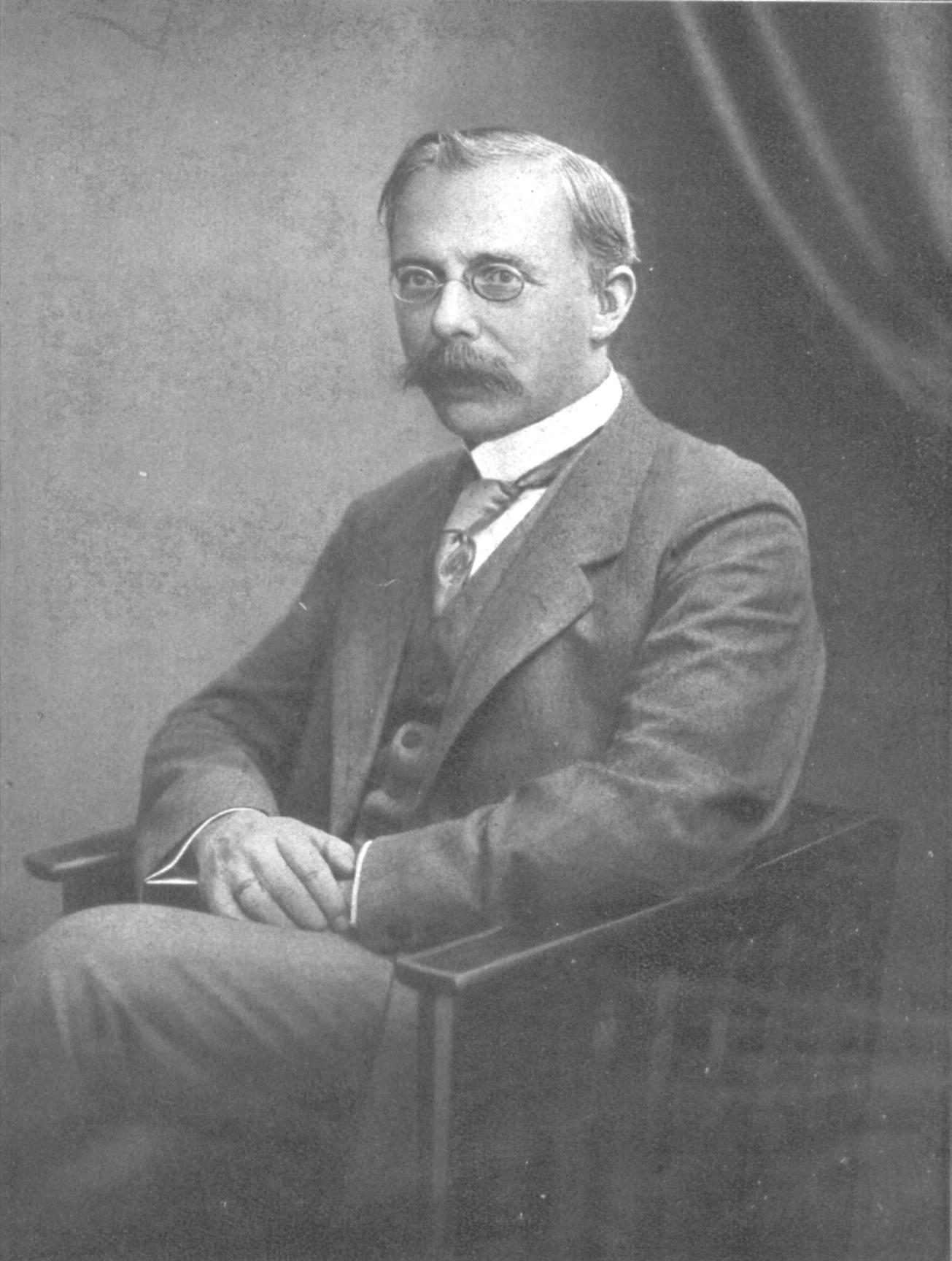
Karl Straube
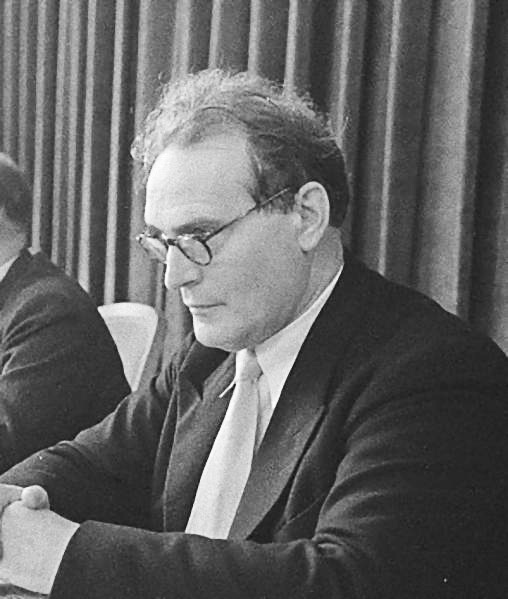
Günther Ramin

## Diskographie
- Orgelwerke Leipziger Thomasorganisten aus fünf Jahrhunderten. Andreas Düben, Elias Nicolaus Ammerbach, Johann Kuhnau, Günther Ramin, Wilhelm Rust, Karl Piutti. Ullrich Böhme an der Schuke- und Sauer-Orgel der Leipziger Thomaskirche. Motette-Ursina-Schallplattenverlag, 1992.